# Zealochus supergranulatus
Zealochus supergranulatus är en stekelart som beskrevs av Andrey Ivanovich Khalaim 2004. Zealochus supergranulatus ingår i släktet Zealochus och familjen brokparasitsteklar. Inga underarter finns listade i Catalogue of Life.